# Attaque de la prison de Sarposa
Notes
1 200 prisonniers libérés par les Taliban

L'attaque de la prison de Sarposa est une opération menée par les insurgés talibans le 13 juin 2008. Elle constitue une importante victoire pour les insurgés qui parviennent à libérer de très nombreux prisonniers.

## La bataille
Le 13 juin 2008 vers 21h, un véhicule piégé effectue une attaque suicide contre la porte de la prison tuant les gardes présents sur le secteur. Après une possible (mais pas certaine) deuxième attaque suicide, les insurgés lancèrent un tir de roquettes sur la prison avant de lancer l'assaut et de s'emparer du bâtiment. Ils y libèrent un peu plus de 1 200 prisonniers dont 396 soupçonnés de liens avec les talibans.
Les pertes de la bataille varient entre 9 et 16 morts pour la police afghane et 1 ou 2 morts (les kamikazes) pour les Talibans.